# روفجنو
روفنجو (Rovegno) هي كومين «كومونا» (بلدية) في مدينة جينوة في إيطاليا بمنطقة ليغوريا، وتقع على بعد حوالي 35 كيلومتر (22 ميل) شمال شرق جينوة، في فال تريبيا.
وتحد روفنجو البلديات التالية: فاسيا، فونتانيغوردا، جوريتو، أوتون، ريزواغليو.